# Cyril Holtkamp
Cyril Holtkamp (Haaksbergen, 15 juni 1967) is een Nederlands voormalig voetballer. 
Holtkamp speelde voor Willem II (1988-1989) en FC Eindhoven (1989-1991).
Hij studeerde Lichamelijke Opvoeding in Tilburg. Sinds het beëindigen van zijn spelersloopbaan is hij werkzaam in dat vakgebied.